# Thuidium aculeoserratum
Thuidium aculeoserratum là một loài Rêu trong họ Thuidiaceae. Loài này được Renauld & Cardot miêu tả khoa học đầu tiên năm 1894.